# Натаров, Пётр Тимофеевич
Пётр Тимофе́евич Ната́ров (род. 25 октября 2006, Москва, Россия) — российский киноактёр.

## Биография
Пётр Натаров родился 25 октября 2006 года в Москве в семье строительного бизнесмена Тимофея Натарова. Первые два года своей жизни проживал в Подольске, после окончательно переехал вместе с родителями жить в Москву. Есть старший брат Василий Натаров, который на два года старше Петра. Первый толчок в карьере мальчика произошёл в 2015 году благодаря помощи мамы, которая предложила сыну начать сниматься. На первых порах помогла ребенку с записью в одно из популярных на то время актерских агентств «Талантино» и прохождения различных кастингов. С 9 лет стал активно сниматься в рекламах («Глория Джинс», «Фольксваген», «Сады Придонья» и других) и детских развлекательных передачах («Лабораториум» и «Проще простого!» на телеканале «Карусель»). В 2016 году он снялся в третьем сезоне сериала «Мамочки» в роли сына персонажа Виктора Добронравова. В 2018 году он исполнил главных героев в детстве сразу в двух сериалах — «Домашний арест» и «Триггер».
Важной для карьеры актёра стала роль Кости в мелодраме «Паромщица», премьера которой состоялась в 2020 году на телеканале «Россия-1».
В 2021 году Пётр сыграл старшего сына персонажей Камиля Ларина и Екатерины Сахаровой в комедийной мелодраме режиссёра Игоря Твердохлебова «Love», в которой также снялись Сергей Светлаков, Юрий Стоянов, Ирина Розанова, Филипп Ершов и Ксения Собчак. Не менее звёздный состав оказался и в вышедшем в мае 2021 года сериал «Пищеблок» снятый по одноименному роману Алексея Иванова, в котором мальчик сыграл главного героя — пионера Валерку Лагунова.
В августе 2023 года Пётр был приглашён вести церемонию открытия фестиваля короткометражного кино «Короче».
Занимается боксом и катанием на вейкборде.
В 2023 году сдал экстерном 10 и 11 классы. В этом же году рассматривал поступление для получения высшего театрального образования в Театральный институт им. Бориса Щукина, «ГИТИС», ВШСИ им. Константина Райкина. В связи с тем, что профессия актёра непостоянная, также рассматривал поступление на курс предпринимательства в «Высшую школу экономики» для получения дополнительного образования, но отложил планы обучения на будущее. Приняв решение идти дальше по своей карьерной лестнице, успешно сдал вступительные экзамены в ВШСИ Константина Райкина и поступил на актёрский факультет.

## Фильмография
| Год       |     | Название                            | Роль                                          |
| --------- | --- | ----------------------------------- | --------------------------------------------- |
| 2024      | с   | Я дождусь                           | Гоша                                          |
| 2024      | ф   | Тур с Иванушками                    | Саша, сын Макса                               |
| 2024      | ф   | Треугольник                         | Молодой Эдуард                                |
| 2024      | ф   | Лимонов, баллада об Эдичке          | Молодой Лимонов                               |
| 2023      | мс  | Пищеблок: Экстра                    | сам себя                                      |
| 2023      | с   | Паромщица. Долина мечты.            | Костя (Константин Львович Титов)              |
| 2023      | ф   | Неестественный отбор                | Андрей в детстве                              |
| 2022      | кор | Недоглядели                         | Имя персонажа не указано                      |
| 2022—2022 | с   | Неукротимая Неупокоева              | Глеб                                          |
| 2022      | ф   | Дыхание мёртвого леса               | Алик (Альберт Поляков)                        |
| 2022      | мтф | Доктор Иванов 4. Мать и сын         | Шурка                                         |
| 2022      | мтф | Доктор Иванов 3. Чужая правда       | Шурка                                         |
| 2022      | мтф | Доктор Иванов 2. Жизнь после смерти | Шурка                                         |
| 2022—2022 | с   | Переговорщик                        | Павел Максимов (Павел Александрович Максимов) |
| 2021      | ф   | Ералаш в кино!                      | Имя персонажа не указано                      |
| 2021      | ф   | Яйцо Фаберже                        | Беляев в юности                               |
| 2021      | мтф | Доктор Иванов. Своя земля           | Шурка                                         |
| 2021—2021 | с   | Хрустальный                         | Сергей, 13 лет                                |
| 2021—2023 | с   | Пищеблок                            | Валерка Лагунов (Валерий Сергеевич Лагунов)   |
| 2021      | ф   | Love                                | Старший сын Игоря и Ани                       |
| 2020      | с   | Паромщица                           | Костя (Константин Львович Титов)              |
| 2019—2019 | с   | Скорая помощь 2                     | Марк Туманов                                  |
| 2019      | ф   | Идти до конца                       | Миша Романов, сын Нины и Алексея              |
| 2019      | ф   | Очень важный день                   | Денис                                         |
| 2019      | ф   | Подводник                           | Сын Брайана                                   |
| 2018—2018 | с   | Операция «Валькирия»                | Женя                                          |
| 2018      | с   | Триггер                             | Борис в детстве                               |
| 2018—2018 | с   | Домашний арест                      | Аникеев в детстве                             |
| 2018—2018 | с   | Поселенцы                           | Женя                                          |
| 2015—2017 | с   | Мамочки                             | Сын Виктора                                   |
| 2007      | с   | След                                | Алексей Хомичев                               |

## Критика
«Петр Натаров — один из самых перспективных молодых актёров нашего времени. Он умеет держать интерес публики в течение долгого времени, отлично вписывается в предлагаемые обстоятельства и обладает привлекательной внешностью» — сайт «КиноРепортёр». Сергей Ефимов в рецензии для «Комсомольской правды» на сериал «Пищеблок» отметил, что он «совершенно замечателен» и, несмотря на то, что это его первая главная роль, она, «совершенно очевидно, что не последняя». Мариам Григорян на сайте Канобу посчитала, что игра актёра в «Пищеблоке», с его «ярким, убедительным и очень трогательным образом» вытягивает слабые реплики и проваленную атмосферу фильма. Светлана Емельянова на сайте «Афиша на выходные» в рецензии на сериал «Переговорщик» указывает, что Натаров в роли Паши «максимально достоверен».